# Scylaticus zonatus
Scylaticus zonatus là một loài ruồi trong họ Asilidae. Scylaticus zonatus được Loew miêu tả năm 1858.